# Plano Dalet
Plano Dalet ou Plano D (em hebraico: תוכנית ד ', translit. Tokhnit dalet) foi um plano elaborado entre o outono de 1947 e a primavera de 1948, pelo Haganá, organização paramilitar judia atuante na Palestina e precursora das Forças de Defesa de Israel.
A finalidade do plano é controversa. Segundo Yoav Gelber e Benny Morris, era um plano de contingência para garantir a criação de um estado judeu e se contrapor à esperada invasão da Palestina pelos estados árabes, após o fim do Mandato Britânico da Palestina, que deveria ocorrer até agosto de 1948. Segundo os historiadores, como Walid Khalidi e Ilan Pappé, seu objetivo era conquistar o máximo da Palestina mandatária e criar um estado exclusivamente judeu, sem uma presença árabe, por qualquer meio, em conformidade com o que Ben-Gurion dissera em junho de 1938 ao executivo da Agência Judaica: "Eu sou pela transferência compulsória. Não vejo nada de imoral nisso." O Plano D foi, segundo Pappé,  a maneira de executar essa diretriz: expulsão forçada de centenas de milhares de palestinos árabes indesejados, tanto de áreas urbanas como rurais, o que resultou em conflitos com mortes, principalmente de civis palestinos, e cujos fatos ainda são controversos.